# Direito colonial brasileiro
Na história e historiografia do direito, o direito colonial brasileiro refere-se ao estudo das construções jurídicas em vigor no Brasil colônia, tanto às normas vindas de Portugal quanto ao direito como realmente aplicado no cotidiano local.
A historiografia tradicional abordava o período como um caso de transplante jurídico, valorizando o estudo das ordenações régias, no contexto de Portugal como um precoce Estado centralizado. No entanto, uma perspectiva mais recente foca-se no pluralismo jurídico da época, no qual contrapunham-se ordens normativas diversas além do direito real, como o direito comum europeu, o direito canônico e direitos e privilégios locais. Nesse contexto, valorizam-se as práticas e institutos jurídicos estabelecidos para preencher lacunas e resolver casos concretos.
O jushistoriador português António Manuel Hespanha foi um dos principais proponentes de um direito brasileiro local próprio, baseando sua tese num conjunto de decisões jurídicas e documentos legais da época. Críticos, como a historiadora Laura de Mello e Souza apontam uma falta de contextualização apropriada, particularmente na aplicação do conceito de "Antigo Regime" à colônia.